# Сан-Марко-д'Алунціо
Сан-Марко-д'Алунціо (італ. San Marco d'Alunzio, сиц. San Marcu) — муніципалітет в Італії, у регіоні Сицилія,  метрополійне місто Мессіна.
Сан-Марко-д'Алунціо розташований на відстані близько 470 км на південний схід від Рима, 120 км на схід від Палермо, 80 км на захід від Мессіни.
Населення — 2030 осіб (2014).
Щорічний фестиваль відбувається 31 липня. Покровитель — Santi Marco e Nicola.

## Демографія
Населення за роками:

Станом на 1 січня 2023 року в муніципалітеті офіційно проживали 44 іноземці з 13 країн, серед них 19 громадян країн Євросоюзу та 1 громадянин України.

## Сусідні муніципалітети
- Алькара-лі-Фузі
- Капрі-Леоне
- Фраццано
- Лонджі
- Мілітелло-Розмарино
- Торренова